# ГЕС Banjë
ГЕС Banjë — гідроелектростанція в Албанії на річці Девол у південно-східній частині країни. Входить до запланованого каскаду, до якого також відносяться станції Moglicë та Kokël.
Будівництвом трьох ГЕС займається норвезька енергетична корпорація Statkraft. Саме ГЕС Banjë стала першою завершеною будівництвом у складі каскаду — її спорудження розпочалось в 2013-му, а офіційний запуск відбувся осінню 2016-го.
Спорудження греблі Banjë почалось у 1980-х роках, проте тоді так і не було завершене. Відновлене будівництво велось за скоригованим проектом, за яким висота греблі зменшена зі 100 до 80 метрів. При цьому кам'яно-накидна гребля із глиняним ядром матиме довжину 900 метрів та товщину до 370 метрів. Вона утворюватиме водосховище із площею поверхні 14 км2 та об'ємом 391 млн м3.
ГЕС обладнана трьома турбінами типу Френсіс: двома вертикальними загальною потужністю 66 МВт та горизонтальною потужністю 7 МВт (остання встановлена з екологічних міркувань).
Станція Banjë стала другим великим гідроенергетичним проектом після ГЕС Ашта, здійсненим по завершенні комуністичного правління в країні.